# Eustrotia micardoides
Eustrotia micardoides là một loài bướm đêm trong họ Noctuidae.